# هانا كوتلفاشروفا
هانا كوتلفاشروفا (بالتشيكية: Hana Kvášová)‏ مواليد 28 سبتمبر 1989 في هافليتشكوف برود، التشيك، هي لاعبة كرة يد تشيكية. مثلت منتخب التشيك لكرة اليد للسيدات.

## سجل المنافسة
شاركت في البطولات التالية:
- بطولة العالم لكرة اليد للسيدات 2013
- بطولة أوروبا لكرة اليد للسيدات 2012